# Hockey Clermont Communauté Auvergne
Le Hockey Clermont Communauté Auvergne est un club hockey sur glace français, fondé en 2005. Il évolue en division 2. Le club a pour surnom les Sangliers Arvernes depuis 1989.

## Historique
D'abord section du Club des sports Clermontois (CSC) en 1972, de l'Association des Sports de Glace de l’agglomération Clermontoise (ASGAC) en 1984, du Club des Sports de l’Agglomération Clermontoise (CSAC) en 1986 puis Auvergne Hockey Club (AHC) en 1987 et Clermont Auvergne Hockey Club (CAHC) en 1992, il a pris le nom de Hockey Clermont Communauté Auvergne (HCCA) en 2005.
Il a déposé le bilan en mai 2005 à la suite de la liquidation judiciaire prononcée par le tribunal de grande instance de Clermont-Ferrand, à la suite des graves difficultés financières [réf. souhaitée].
En 2024, il évolue en division 2.

## Personnalités

### Effectif
| No    | Nom                   | Nat. | Position       | Arrivée                               |
| ----- | --------------------- | ---- | -------------- | ------------------------------------- |
| +025, | Elliot Jones          |      | Gardien de but | 2021                                  |
| +033, | Nans Blanc            |      | Gardien de but | 2022                                  |
| +002, | Brett Stirling        |      | Défenseur      | 2022                                  |
| +026, | Peter Travnicek       |      | Défenseur      | 2020 - Vipers de Montpellier          |
| +044, | Hugo Mezentzeff       |      | Défenseur      | 2021 - Étoile noire de Strasbourg U20 |
| +048, | Petr Kubicek          |      | Défenseur      | 2021 - Schwenninger Wild Wings U20    |
| +060, | Kostas Gusevas        |      | Défenseur      | 2021 - HK Dinaburga                   |
| +075, | Sulyvan Puravet       |      | Défenseur      | 2021 - Renards de Roanne              |
| +077, | Samuli Yliniva        |      | Défenseur      | 2022 - D-Kiekko                       |
| +087, | Antoine Ligne         |      | Défenseur      | 2020 - Corsaires de Nantes U20        |
| +002, | Tristan Brooks        |      | Centre         | 2021 - Spartiates de Marseille        |
| +006, | Pierre Trouvé         |      | Attaquant      | 2020 - Boxers de Bordeaux U20         |
| +009, | Miika Runsala – A     |      | Attaquant      | 2012 - Porvoo Hunters                 |
| +012, | Marcel Balaz          |      | Ailier         | 2021 - Albatros de Brest              |
| +015, | Tristan Narbonne      |      | Attaquant      | Formé au club                         |
| +018, | Théo Vialatte         |      | Ailier         | Formé au club                         |
| +021, | Nans Souchon – A      |      | Attaquant      | Formé au club                         |
| +022, | Elliot Moreau         |      | Attaquant      | 2019 - Corsaires de Nantes U17        |
| +062, | Filip Martinec        |      | Ailier         | 2021 - Basingstoke Bison              |
| +064, | Konsta Härkönen       |      | Centre         | 2021 - Laser HT                       |
| +065, | Srdjan Subotić        |      | Attaquant      | 2021 - VEU Feldkirch                  |
| +081, | François Faure – C    |      | Ailier         | Formé au club                         |
| +091, | Augustin Detaille – A |      | Attaquant      | 2021 - Ducs d'Angers II               |
| +094, | Samy Faure            |      | Attaquant      | 2021 - Boxers de Bordeaux U20         |

### Entraîneurs successifs
Il a eu pour entraîneurs : Jean-Marie Nourry (1972), Jean-Marie Nourry et Gérard Faucomprez (1973), Stephen Kellogg’s et Denys Brown (1975), Pierre Cournoyer (1976), Michel Lebeau (1977), Marcel Gentina et Alain Vendette (1978), Jean-Pierre Roy (1979), Serge Messier (1982), Zdeneck Blaha (1985), Zdeneck Blaha et Serge Messier (1987), André Saint-Laurent (1988), Michel Vallières et Serge Messier (1989), Jacques Delorme (1990), Risto Halenius (1995), Dimitri Fokine (1996), Yvan Hansen (1998), Serge Messier et Eric Sarlieve (2000), Dave Knowlton et Petr Gurtler (2000), Martin Cadorette (2001), Henrik Evertsson (2002), Milan Jancuska (2004), Eric Sarlieve (2005), Philippe Badin (2007), Tuomo Maata (2009), Nicolas Ducrohet (2011), Nicolas Ducrohet et Clément Brajon (2012), Dusan Brincko (2013), Antoine Godin (2014), Eric Sarliève (2016), Ramon Sopko (2020), Michal Divíšek (2021), Alexander Stein (2022), Juho Autio (depuis 2023).

## Logos

Logo jusqu’en 2010
Logo jusqu’en 2019

## Palmarès
En tant que C.A.H.C. :
- Champion de France D1 en 1999

En tant que H.C.C.A. :
- Champion de France Division 2 en 2016
- Champion de France Division 2 en 2019